# Newton (football, 2000)
Pour les articles homonymes, voir Newton.
Newton Araújo da Costa Júnior, dit Newton Júnior ou simplement Newton, né le 12 mars 2000 à Salvador (Brésil), est un footballeur brésilien évoluant au poste de milieu défensif au Botafogo FR.

## Biographie
Newton Araújo da Costa Júnior naît le 12 mars 2000 à Salvador, dans l'État de Bahia, au Brésil.
Newton intègre les équipes de jeunes du EC Jacuipense en 2018. Il fait ses débuts en équipe première le 19 janvier 2019, en entrant à la mi-temps d’un match du championnat brésilien perdu 2-1 à l’extérieur face au Bahia de Feira. Il retourne ensuite dans la catégorie des moins de 20 ans pour poursuivre sa formation.
Promu définitivement en équipe première en février 2021, Newton connaît un temps de jeu limité avant d’être prêté au Bahia de Feira, en quatrième division, le 4 juin de la même année. À son retour, il s’impose comme titulaire régulier au sein de Jacuipense et inscrit son premier but chez les professionnels le 22 mai 2022, lors d’un match nul 1 but partout à l’extérieur contre l’ASA.
Le 8 août 2022, Newton s’engage avec le Botafogo FR, où il est initialement intégré à l’équipe des moins de 23 ans. Il fait ses débuts en première division le 3 décembre 2023, en entrant en fin de match à la place de Gabriel, lors d’un nul 0-0 à domicile face au Cruzeiro EC.